# Las lágrimas de mi almohada
«Las lágrimas de mi almohada» es una canción y el sexto sencillo del álbum de larga duración Tierna la noche de la cantante Fey. Fue lanzado a inicios del último trimestre de 1997.

## Información de la canción
Fue compuesta por J. R. Florez y Fredi Marugán. Las bases de piano combinadas con techno y dance dan como resultado una balada lenta y suave. La trama de la canción es el fin de una relación amorosa. La canción tuvo éxito en emisoras y logra ingresar a la lista de los Billboards.

## Lista de canciones
| Sencillo en CD |                               |                              |          |  |
| N.º            | Título                        | Escritor(es)                 | Duración |  |
| 1.             | «Las lágrimas de mi almohada» | J. R. Florez y Fredi Marugán | 4:43     |  |